# Alfredo Ormando
Alfredo Ormando (San Cataldo, 15 décembre 1958 - Rome, 23 janvier 1998) est un écrivain italien.

## Biographie
Catholique, Alfredo Ormando entre dans un séminaire franciscain et dans un monastère, qu'il quitte deux ans plus tard pour travailler en tant qu'écrivain. Sa trilogie Il Dubbio, L’Escluso et Sotto il cielo d’Urano reste inédite. Son roman Il Fratacchione (« Le gros moine »), qu'il publie à ses frais en 1995, rend compte de sa vie au monastère, déjà marquée par une tentative de suicide, et de son conflit entre la spiritualité et les désirs de la chair.
Le 13 janvier 1998, il s'immole par le feu à Rome sur la place Saint-Pierre pour protester contre l'attitude de l'Église catholique envers les homosexuels,,. Bien que des policiers témoins du drame aient tenté d'éteindre les flammes, il est mort dix jours plus tard à l'hôpital romain de Sant'Eugenio.
Alfredo Ormando a laissé une lettre dans laquelle il déclare :

« Je vis dans la certitude de laisser la vie terrestre, ce qui ne m'horrifie pas, au contraire ! Je n'ai pas hâte d'en finir avec la vie ; ils penseront que j'étais fou parce que j'ai choisi la Place Saint Pierre pour m'incendier, alors que je pouvais le faire tout aussi bien à Palerme.
J'espère qu'ils comprendront le message que j'ai voulu donner ; c'est une forme de protestation contre l'Église qui diabolise l'homosexualité, diabolisant par là-même la nature, parce que l'homosexualité est sa fille,. »

Malgré cette lettre, le père Ciro Benedettini, second porte-parole du Saint-Siège, a affirmé que le suicide était dû à des motifs familiaux.
Tous les ans, une manifestation devant Saint-Pierre de Rome rappelle son suicide. Un documentaire intitulé Alfredo's Fire, the Clash between Faith and Sexuality est consacré à l'affaire en 2014.

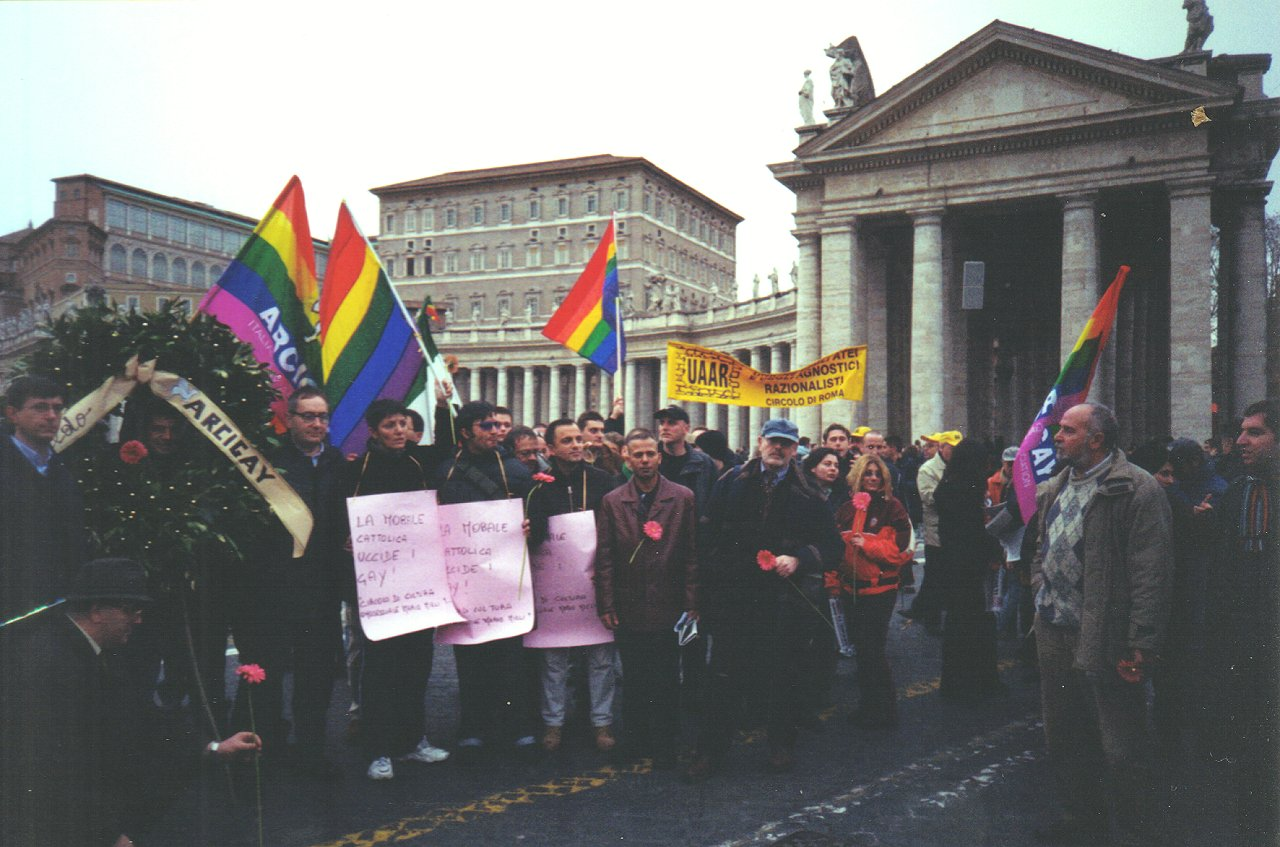
La première des manifestations en l'honneur d'Alfredo Ormando, en janvier 2001.
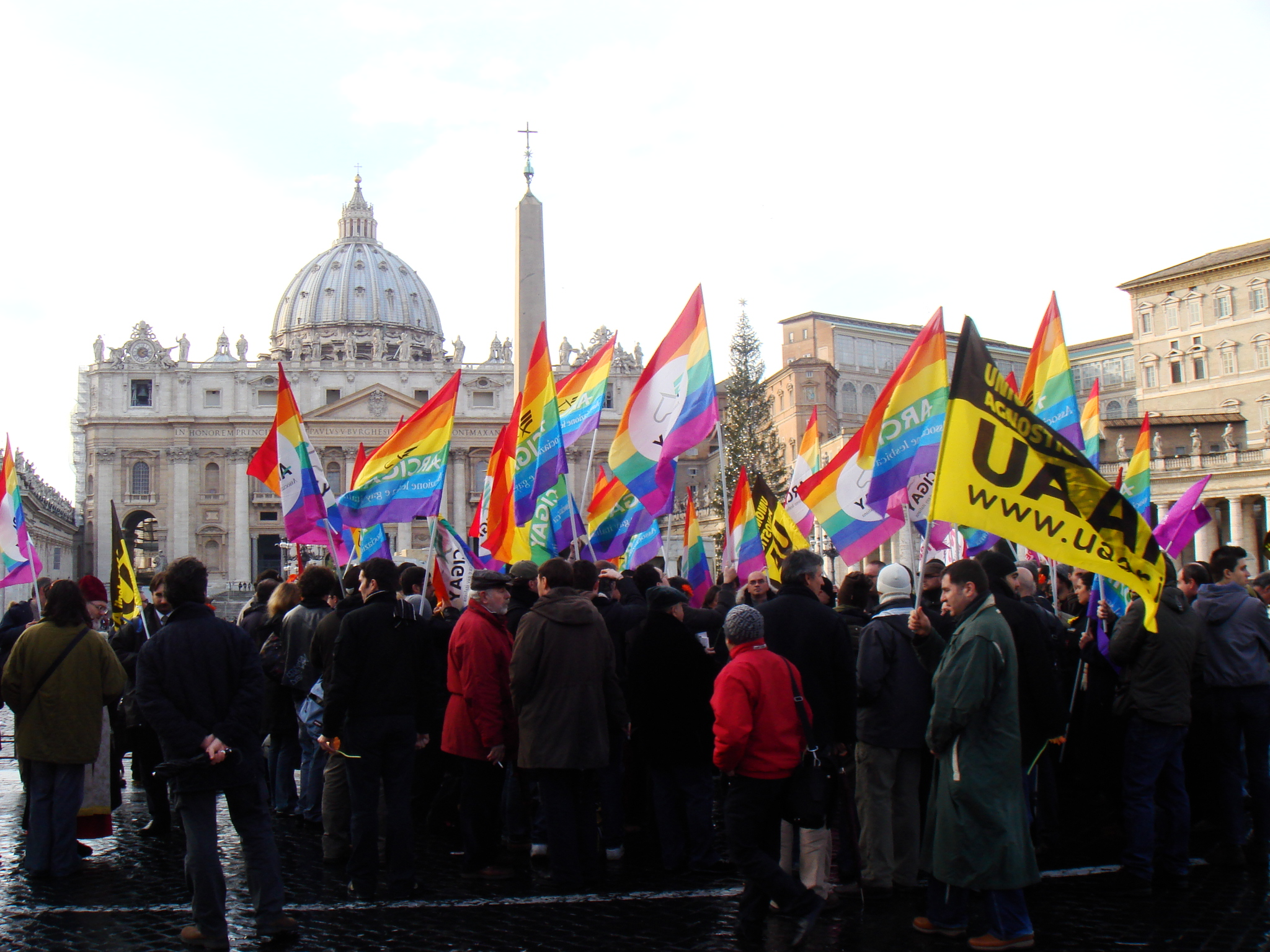
La manifestation en mémoire d'Ormando en 2008.
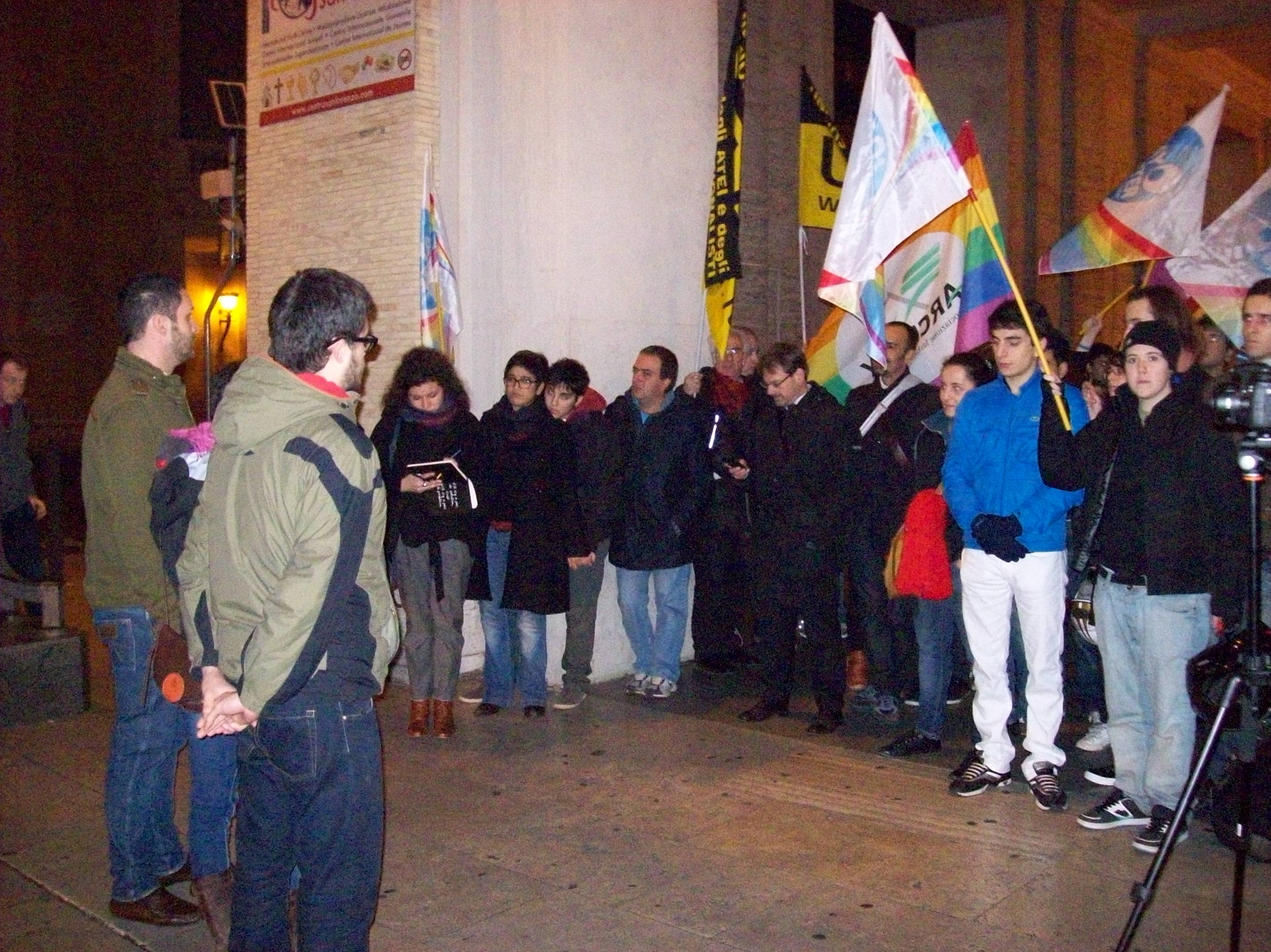
La commémoration en 2012.

## Œuvre
- Alfredo Ormando, Vagiti primaverili: poesie, Pietraperzia, Di Prima, 1986.
- Alfredo Ormando, Il monte incantato e altre fiabe, 1998.
- Alfredo Ormando, Il fratacchione, Palermo, Publisicula, 1995.
- Alfredo Ormando, L'escluso; Sotto il cielo di Urano; Epigrammi priaprei e non; Aforismi, 1998.